# Gay, Armenien
Gay är en ort i Armenien. Den ligger i provinsen Armavir, i den västra delen av landet, 21 kilometer sydväst om huvudstaden Jerevan. Gay ligger 840 meter över havet och antalet invånare är 3 309.
Terrängen runt Gay är platt. Runt Gay är det ganska tätbefolkat, med 155 invånare per kvadratkilometer.. Närmaste större samhälle är Etjmiadzin, 9,1 kilometer norr om Gay.
Trakten runt Gay består till största delen av jordbruksmark.